# Getekend
Getekend is een collectie stripalbums, uitgebracht door uitgeverij Le Lombard, waarin een selecte groep stripauteurs die allemaal succesvolle reeksen op hun naam hebben, hun werk mogen etaleren in de vorm van een grafische roman. Het eerste stripboek uit de collectie Een avontuur zonder helden van het duo Dany en Van Hamme verscheen in 1992. In de collectie Getekend worden nog steeds nieuwe albums op de markt gebracht.

## Albums en reeksen
- Western
- Op zoek naar Peter Pan
- Lester Mahoney
- Little Tulip
- Old pa Anderson
- Een avontuur zonder helden
- Caatinga
- Mezek
- Texas Jack
- Sykes
- The Girl from Ipanema
- Afrika (grafische roman)
- Duivelsmond
- Bloedbanden
- Manhattan Beach, 1957
- Kivu
- Zaroff
- Geen weg terug
- Station 16
- Onschuldig
- Een wolkeloze toekomst
- De grot der herinnering
- Zonder pardon
- Nieuwe tijden
- Zwanenzang
- Helden worden we toch nooit
- Miss Endicott
- Het kleine afscheid
- De boom van de twee lentes
- Jo
- Het meisje van Paname
- No limits
- Styx
- Terreur
- Gelukkige tijden
- Mister George
- Na de oorlog
- Epoxy
- Zelie, Noord-Zuid
- Brand in Moskou
- De gezichtslozen
- Kromneus
- New York cannibals
- Nocturnes
- Parijs, mei 1968
- Het pension van dokter Eon